# محوطه سه کین
محوطه سه کین مربوط به دوره اشکانیان است و در شهرستان ایرانشهر، بخش مرکزی، دهستان نایگون، ۳۵ کیلومتری جنوب ایرانشهر، ۱۵ کیلومتری جنوب اله آباد نایگون واقع شده و این اثر در تاریخ ۲۶ اسفند ۱۳۸۷ با شمارهٔ ثبت ۲۵۸۸۳ به‌عنوان یکی از آثار ملی ایران به ثبت رسیده است.